# Завржел, Иржи
Иржи Ян Вацлав Завржел (чеш. Jiří Jan Vaclav Zavřel; 2 октября 1910[…] — 8 сентября 1987, Сан-Диего, Калифорния) — чехословацкий гребец, выступавший за сборную Чехословакии по академической гребле в 1930-х годах. Обладатель бронзовой медали чемпионата Европы, победитель и призёр первенств национального значения, участник летних Олимпийских игр в Берлине.

## Биография
Иржи Завржел родился 2 октября 1910 года.
Впервые заявил о себе в академической гребле на международной арене в сезоне 1932 года, когда вошёл в состав чехословацкой национальной сборной и побывал на чемпионате Европы в Белграде, откуда привёз награду бронзового достоинства, выигранную в одиночках — пропустил вперёд только итальянца Энрико Мариани и француза Винсена Сорена.
Благодаря череде удачных выступлений удостоился права защищать честь страны на летних Олимпийских играх 1936 года в Берлине. В программе одиночек занял последнее пятое место на предварительном квалификационном этапе, тогда как в дополнительном отборочном заезде финишировал вторым — тем самым пройти в следующую полуфинальную стадию соревнований не смог.
3 мая 1947 года был приговорён к 12 годам лишения свободы за шпионаж в пользу Германии.
В 1956 году женился на чешской актрисе Зите Кабатовой, и вскоре у них родился сын, которого так же назвали Иржи.
Умер 8 сентября 1987 года в Сан-Диего в возрасте 76 лет.